# Außenministerium der Ukraine

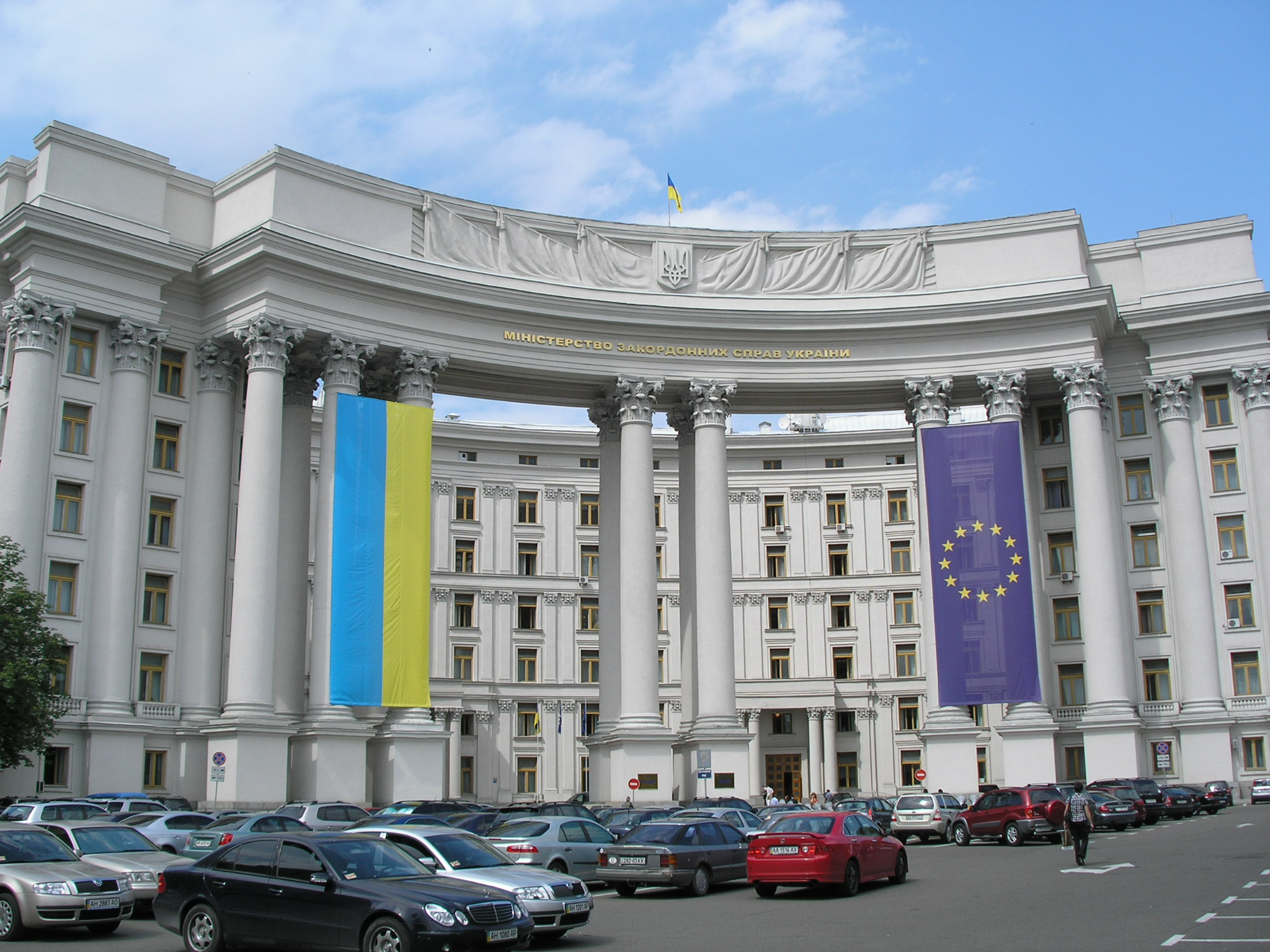
Gebäude des ukrainischen Außenministeriums

Das Ministerium für Auswärtige Angelegenheiten (ukrainisch Міністерство закордонних справ України Ministerstwo sakordonnych spraw Ukrajiny, abgekürzt «МЗС», «МЗС України» oder englisch MFA) ist die oberste Behörde der Republik Ukraine, die für die Gestaltung und Führung der ukrainischen Außenpolitik zuständig ist. 
Das Außenministerium wurde am 16. Juli 1917 als Sekretariat für Auswärtige Angelegenheiten der Ukrainischen Volksrepublik gegründet. Von Dezember 1917 bis Januar 1918 war Oleksandr Schulhyn der erste Außenminister. Von Dezember 1917 bis 1991 bestand, anfangs zu gleicher Zeit, ein Ministerium für Auswärtige Angelegenheiten der Ukrainischen Sozialistischen Sowjetrepublik (USSR), diese wurde im Dezember 1922 ein Teilstaat der Sowjetunion, was einen drastischen Einschnitt bedeutete.
Die Ukraine erreichte am 24. August 1991 ihre Unabhängigkeit. Außenminister war seit Juli 1990 Anatolij Slenko. Das Ministerium bezog 1991 ein monumentales Gebäude am Michaelsplatz. Amtierender Außenminister ist seit September 2024 Andrij Sybiha im Kabinett Schmyhal.

## Lage und Gebäude
Das Ministerium bezog 1991 das Gebäude des Zentralkomitees der Kommunistischen Partei der Ukraine (KPU) am Michaelsplatz. Das monumentale Bauwerk mit 40 Meter hohen Säulen wurde 1938 im Stil des sozialistischen Klassizismus errichtet. Es steht an Stelle der 1936 gesprengten Dreiheiligenkirche. Architekt war der Weißrusse Iossif Grigorjewitsch Langbard (1882–1951). Benachbart ist die Diplomatische Akademie der Ukraine (ДАУ, Dyplomatytschna akademija Ukrajiny).
Das St. Michaelskloster am gleichnamigen Platz wurde ebenfalls gesprengt und in den 1990er Jahren wieder aufgebaut. Eine Standseilbahn führt in die Kiewer Unterstadt (Podil).

## Leitung

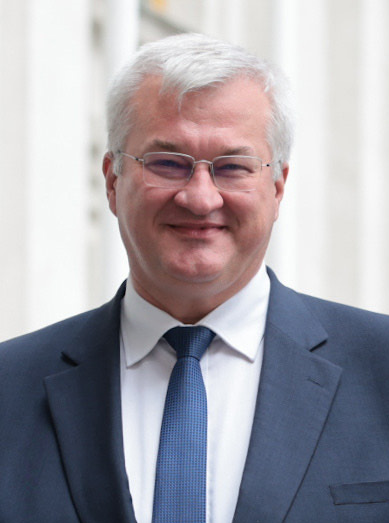
Andrij Sybiha, Außenminister seit September 2024

Außenminister der souveränen Ukraine:
- Anatolij Slenko, 1991(1990)–1994
- Hennadij Udowenko, 1994–1998
- Borys Tarasjuk, 1998–2000
- Anatolij Slenko, 2000–2003
- Kostjantyn Hryschtschenko, 2003–2005
- Borys Tarasjuk, 2005–2007
- Wolodymyr Ohrysko, 2007 (komm.)
- Arsenij Jazenjuk, 2007
- Wolodymyr Ohrysko, 2007–2009
- Wolodymyr Chandohij, 2009 (komm.)
- Petro Poroschenko, 2009–2010
- Kostjantyn Hryschtschenko, 2010–2012
- Leonid Koschara, 2012–2014
- Andrij Deschtschyzja, 2014 (komm.)
- Pawlo Klimkin, 2014–2019
- Wadym Prystajko, 2019–2020
- Dmytro Kuleba, 2020–2024
- Andrij Sybiha, seit 5. September 2024

## Weitere Einrichtungen

### Diplomatische Akademie der Ukraine

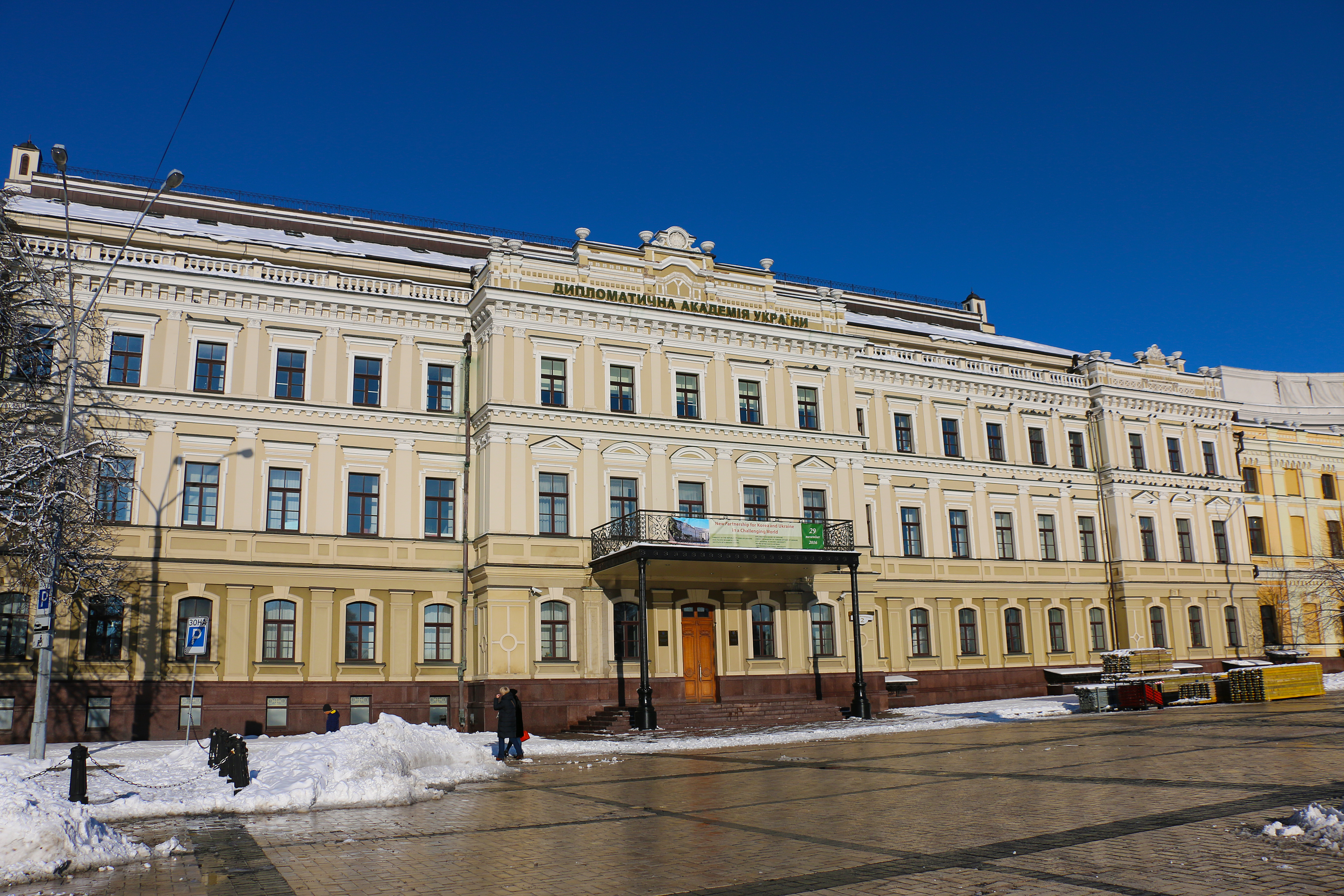
Diplomatische Akademie der Ukraine

Die Diplomatische Akademie der Ukraine wurde am 30. Mai 1995 gegründet. Sie ist eine Hochschule für Berufsdiplomatie. Seit 2006 befindet sie sich auf dem Michaelsplatz in einem Palais, das 1860 vom Architekten Oleksandr Beretti (1816–1895) erbaut wurde. Ende 2016 wurde die Einrichtung nach Botschafter Hennadij Udowenko (1931–2013; 1997–1998 Präsident der UN-Generalversammlung) benannt. Die gegenwärtige Charta und die Struktur der Akademie wurden am 1. Juli 2017 verabschiedet. Leiter ist seit 3. Oktober 2017 Serhij Korsunskyj.

### Ukrainisches Institut
Das Ukrainische Institut (Український інститут Ukrajinskyj instytut) ist eine 2017 gegründete Institution zur Förderung der ukrainischen Sprache und Kultur. Es ist dem Außenministerium angeschlossen und eine Einrichtung der „Kulturdiplomatie“.

### Botschaften, Vertretungen und Generalkonsulate
Die Ukraine unterhält diplomatische Beziehungen zu mehr als 170 Staaten und 90 internationalen Organisationen.